# بوگاتی بولاید
بوگاتی بولاید (به انگلیسی: Bugatti Bolide) یک خودروی اسپورت متمرکز بر روی پیست است که در مولشایم توسط شرکت خودروسازی فرانسوی بوگاتی اتومبیلز و توسط بوگاتی انجینیرینگ در ۲۸ اکتبر ۲۰۲۰ به‌صورت آنلاین معرفی و ساخته شده است. به‌گفتهٔ بوگاتی، نسخهٔ مفهومی بولاید با استفاده از موتور دبلیو۱۶ با نسبت وزن به قدرت ۰٫۹۱ کیلوگرم بر کیلووات (۰٫۶۷ کیلوگرم بر اسب بخار متری؛ ۱٫۵۰ پوند بر اسب بخار) است. بوگاتی اعلام کرد که بولاید آخرین خودرویی است که با موتور دبلیو۱۶ ساخته شده است. نام بولاید از اصطلاح le bolide گرفته شده است که در فرانسوی به معنای «ماشین مسابقه» است. مفهوم اساسی بولاید بر اساس پیش‌نویس فنی مهندس ارشد بوگاتی و «گورو فنی» فرانک گوتزکه است.